# Représentations diplomatiques en Grèce

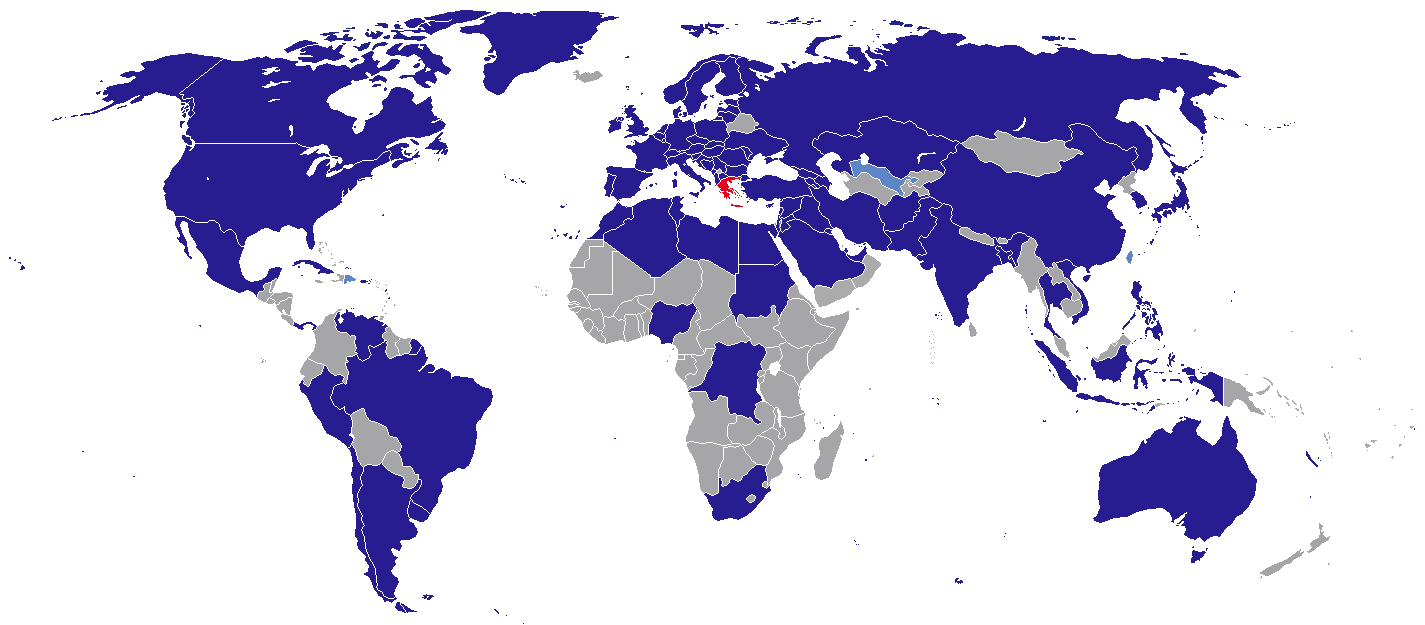
Carte des missions diplomatiques en Grèce

Les représentations diplomatiques en Grèce sont actuellement au nombre de 84. Il existe de nombreuses délégations et bureaux de représentations des organisations internationales et d'entités infranationales dans la capitale Athènes.

## Ambassades à Athènes
- Afghanistan
- Albanie
- Algérie (article)
- Antigua-et-Barbuda
- Argentine
- Arménie
- Australie
- Autriche
- Azerbaïdjan
- Bangladesh
- Belgique
- Bosnie-Herzégovine
- Brésil
- Bulgarie
- Canada
- Chili
- Chine
- République démocratique du Congo
- Croatie
- Cuba
- Chypre
- Tchéquie
- Danemark
- Égypte
- Estonie
- Finlande
- France (article)
- Géorgie
- Allemagne
- Vatican
- Hongrie
- Inde
- Indonésie
- Iran
- Irak
- Irlande
- Israël
- Italie (article)
- Japon
- Jordanie
- Kazakhstan
- Koweït
- Lettonie
- Liban
- Libye
- Lituanie
- Luxembourg
- Malte
- Mexique
- Moldavie
- Monténégro
- Maroc (article)
- Pays-Bas
- Nigeria
- Macédoine du Nord
- Norvège
- Pakistan
- Panama
- Pérou
- Philippines
- Pologne
- Portugal
- Qatar
- Roumanie
- Russie
- Arabie saoudite
- Serbie
- Slovaquie
- Slovénie
- Afrique du Sud
- Corée du Sud
- Espagne
- Soudan
- Suède
- Suisse
- Syrie
- Thaïlande
- Tunisie
- Turquie
- Ukraine
- Émirats arabes unis
- Royaume-Uni
- États-Unis
- Uruguay
- Venezuela
- Viêt Nam